# Guillaume de Chalon-Arlay
Guillaume de Chalon-Arlay († 27. Oktober 1475 im Château d‘Orange) war Fürst von Orange.

## Leben
Guillaume de Chalon war das einzige Kind von Louis II. de Chalon, Fürst von Orange, Seigneur d’Orbe, d’Echallens, de Grandson etc., und dessen erster Ehefrau Jeanne de Montbéliard, Dame de Montfaucon.
1435 gehörte er als Monseigneur d’Argueil filz du prince d‘Orange zu der burgundischen Gesandtschaft, die den Vertrag von Arras verhandelte. Am 19. August 1438 heiratete er per Ehevertrag Catherine de Bretagne, Dame de l’Epine-Gandin, de La Ferté-Milon, de Nogent-l’Artaud, de Gandelu etc. (* wohl 1428; † vor 22. April 1476), Tochter von Richard de Bretagne, Comte d’Étampes (Haus Frankreich-Dreux) und Marguerite d’Orléans, Comtesse de Vertus.
Mit dem Tod seines Vaters am 3. Dezember 1463 erbte er das Fürstentum Orange als Guillaume VIII., zudem war er Seigneur d’Arlay, d’Arguel (Freigrafschaft Burgund) etc.
1473 wurde er – im Rahmen der Auseinandersetzungen zwischen dem französischen König Ludwig XI. und Karl dem Kühnen, Herzog von Burgund, dessen Truppen zu dieser Zeit in die Picardie eingefallen waren – in der Freigrafschaft auf Befehl Ludwigs XI. gefangen genommen. Im Vertrag von Rouen vom 6. Juni 1475 verpflichtete er sich, für sein Fürstentum dem Herrscher der Dauphiné, also dem französischen Dauphin (und damit faktisch König Ludwig XI.) zu huldigen, was vor dem Gouverneur der Dauphiné, Jean de Daillon, Seigneur du Lude, geschah, und kam dadurch am 15. September 1475 wieder frei, starb aber kurz darauf und wurde in der Franziskanerkirche von Orange bestattet. Dieser erste Versuch, das Fürstentum Orange in die Dauphiné einzugliedern, hielt jedoch nur bis zum 20. August 1498, als König Ludwig XII. den Vertrag widerrief.
Das einzige Kind aus seiner Ehe war Jean de Chalon († 8. April 1502), 1475 als Jean IV. Fürst von Orange, zudem Sire d’Arlay et d’Arguel, französischer Rat und Kämmerer; ⚭ (1) Brüssel 21. Oktober 1467 Jeanne de Bourbon († 10. Juli 1493), Tochter von Charles I., Duc de Bourbon, Pair de France, und Agnès de Bourgogne; ⚭ (2) Januar 1494 Philiberte de Luxembourg, Comtesse de Charny († 26. Mai 1539), Tochter von Antoine I. de Luxembourg, Comte de Brienne (Haus Luxemburg-Ligny, und Antoinette de Bauffremont, Comtesse de Charny et de Montfort (Haus Bauffremont).
Da Guillaume durch seine Ehe der Schwager des Herzogs (1458) Franz II. von Bretagne war, wurde sein Sohn mit der Thronbesteigung Anne de Bretagnes im Jahr 1488 zeitweise (bis 1492) der präsumptive Erbe des Herzogtums und nahm dadurch eine wesentliche Rolle in der Regierung der Bretagne wahr.
Guillaume de Chalon hatte von einer unbekannten Frau einen außerehelichen Sohn, Étienne bâtard de Chalon († 1497), Seigneur d’Orpierre et de Montbrison, 1492 Vice-Prince d’Orange, ⚭ Catherine de Poitiers, sowie von diesem Sohn einen Enkel, Gaucher, der 1483 geboren wurde und über den nichts weiter bekannt ist.